# Lake City, Minnesota
Lake City är en stad i Goodhue County, och Wabasha County, i Minnesota. Vid 2010 års folkräkning hade Lake City 5 063 invånare.

## Kända personer från Lake City
- Taylor Heise, ishockeyspelare